# Christian Heinrich Eckhard
Christian Heinrich Eckhard (Quedlinburg, giugno 1716 – Jena, 20 dicembre 1751) è stato un giurista, storico e diplomatista tedesco.

## Biografia

### Vita pubblica
Christian Heinrich era figlio dell'educatore Tobias Eckhard e di sua moglie Maria Margaretha Brocke. Dopo l'apprendimento paterno e poi dell'insegnante privato, frequentò la scuola superiore della sua città natale. Nel 1734 iniziò, all'Università di Jena, i suoi studi di giurisprudenza, ma anche di storia e filologia. Nel 1737 divenne segretario della società latina di Jena. Dopo essere stato nominato dottore in giurisprudenza il 23 aprile 1738, divenne ephorus della lateinischen gesellschaft nello stesso anno.
Nel 1743 gli fu conferita a pieno titolo la cattedra di retorica e poesia e nello stesso anno conseguì il titolo accademico di maestro di filosofia. Nel semestre estivo del 1746 divenne rettore dell'Alma mater. La cattedra di legge gli fu conferita nel 1750. Già l'anno seguente, tuttavia, Eckhard morì a Jena il 20 dicembre 1751 all'età di 35 anni.

### Vita privata
Eckhard si sposò il 12 luglio 1744 a Jena con Johanna Sophia Margaretha Hamberger (6 gennaio 1726, Jena - 5 agosto 1788, Jena), figlia del medico Georg Erhard Hamberger.

## Opere
Dei suoi scritti si trova il libro di testo dell'ermeneutica giuridica: Hermeneuticae iuris libri II, 1750, 2ª edizione di C.F. Walch 1779, nuova edizione di C.W. Walch 1802. Attraverso il suo Introductio in rem diplomaticam, praecipue Germanicam, 1742, 2., Eckhardt ha introdotto la diplomatica tra le discipline universitarie.